# بویانا گرگوریچ
بویانا گرگوریچ (کرواتی: Bojana Gregorić؛ زادهٔ ۱۷ فوریهٔ ۱۹۷۲) بازیگر اهل کرواسی است. وی از سال ۱۹۹۶ میلادی تاکنون مشغول فعالیت بوده‌است.
از فیلم‌ها یا برنامه‌های تلویزیونی که وی در آن نقش داشته است، می‌توان به درمانگاه کوچک ما اشاره کرد.